# Karasi
Karasi is een plaats in de gemeente Karlovac in de Kroatische provincie Karlovac. De plaats telt 71 inwoners (2001).